# Valor veritable
En lògica, un  valor veritable  és un valor que indica en quina mesura una declaració és veritat.
En lògica clàssica, els únics valors de veritat possibles són veritable i fals. No obstant això, altres valors són possibles en altres lògiques. Una lògica intuïcionista simple té valors de veritat, falsedat i desconegut, mentre que la lògica difusa i altres formes de lògica polivalent també utilitzen més valors de veritat que simplement veritable i fals.
Algebraicament, el conjunt {veritable, fals} forma un àlgebra booleana simple (subdirectora irreductible). Altres àlgebres booleanes es poden utilitzar com a conjunts de valors de veritat a lògiques multi valors reals, mentre que la lògica intuicionista generalitza les àlgebres booleanes a àlgebres de Heyting.
En topologia, el classificador de subobjectes de l'espai topològic pren el lloc del conjunt de valors de veritat.
 Aquesta nomenclatura està potser més d'acord amb els usos que prevalen en matemàtiques que amb els de la filosofia. 